# Apperception
Apperception är någon av de flera aspekterna inom perception och medvetande i områden som psykologi, filosofi och kunskapsteori. I psykologi är apperception den process genom vilken nya erfarenheter jämställs med och förvandlas genom återstoden av tidigare upplevelser från en individ till en ny helhet. Termen användes i den tidiga psykologin av Herbert Spencer, Hermann Lotze och Wilhelm Wundt.
Apperception betyder ursprungligen "att passera medvetandets tröskel", det vill säga att uppfatta.
Men innehållet i det uppfattade ändras när man kommer till medvetandet av den sammanhängande närvaron av andra saker som redan finns där, så det uppfattas inte utan appercipieras.
Hos Johann Friedrich Herbart är apperception tillägnandet och bearbetandet av nya föreställningar medelst redan befintliga och med varandra förbundna föreställningsmassor ("apperceptionsmassor").
Hos Wundt betecknar apperception ett själsligt innehålls stegring till klar uppfattning i "medvetandets blickpunkt" under vissa ledsagande känsloprocesser, de subjektiva uppmärksamhetsprocesserna.
Immanuel Kant gav apperceptionsbegreppet en kunskapsteoretisk uttydning. Med transcendental apperception menar han sålunda den rent formala enhet i medvetandet, vilken är förutsättningen för varje erfarenhet, liksom för jagets identitet.